# Deplanchea tetraphylla
Deplanchea tetraphylla là một loài thực vật có hoa trong họ Chùm ớt. Loài này được (R.Br.) F.Muell. ex Steenis mô tả khoa học đầu tiên năm 1927.
Chúng mọc tự nhiên ở New Guinea, quần đảo Aru, bán đảo Cape York và Vùng nhiệt đới ẩm của Queensland, north eastern Australia.
Trên cành, những cây trưởng thành có những bó hoa lớn ngoạn mục với nhiều bông hoa màu vàng, do đó được trồng phổ biến trong nghề làm vườn nhiệt đới ẩm ướt của Úc.